# شیخ‌ظاهرلی
شیخ‌ظاهرلی (به ترکی آذربایجانی: Şıxzahırlı) یک منطقهٔ مسکونی در جمهوری آذربایجان است که در شهرستان قبوستان واقع شده‌است. شیخ‌ظاهرلی ۱٬۵۸۹ نفر جمعیت دارد.